# Ishigakia
Ishigakia is een geslacht van insecten uit de orde vliesvleugeligen (Hymenoptera) en de familie Ichneumonidae.

## Soorten
- I. alaica Sheng & Sun, 2010
- I. alecto (Morley, 1913)
- I. corpora Wang, 1983
- I. exetasea Uchida, 1928
- I. longipedis Wang, 1980
- I. maculata Sun & Sheng, 2009
- I. nigra Wang, 1983
- I. nigripes (Meyer, 1930)
- I. rufa Sheng & Sun, 2010
- I. tertia Momoi, 1968
- I. wahlbergii (Roman, 1910)